# Фільтрувальні центрифуги
Фільтрувальні центрифуги (центрифуга фильтрующая, filtering centrifuge, Filterzentrifuge f, Filterschleuder f) — центрифуга для зневоднення зернистого матеріалу фільтруванням на внутрішній поверхні сітчастого (перфорованого) ротора, звичайно конічної, рідше — циліндричної форми.

## Загальна характеристика

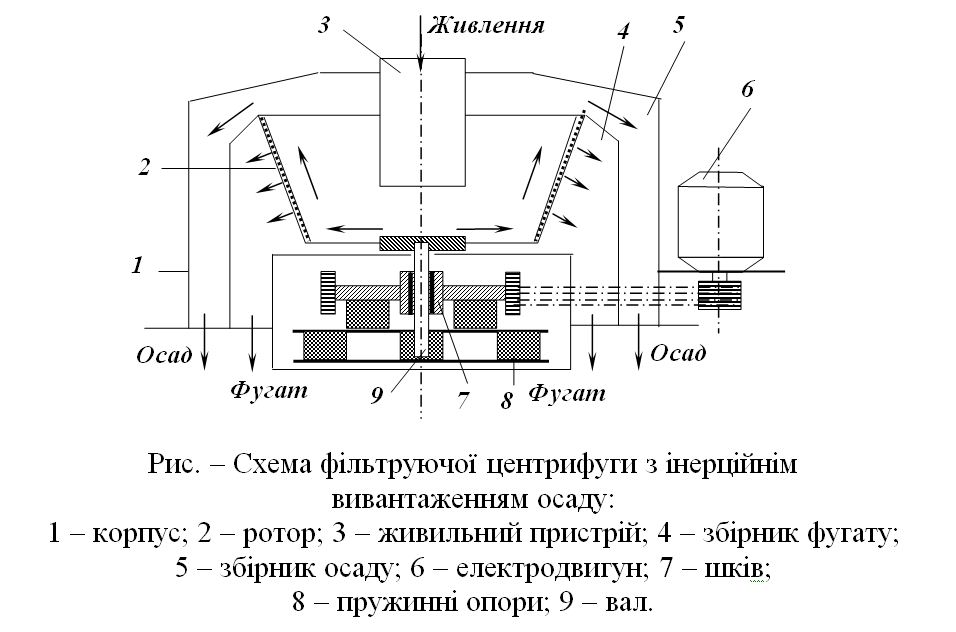

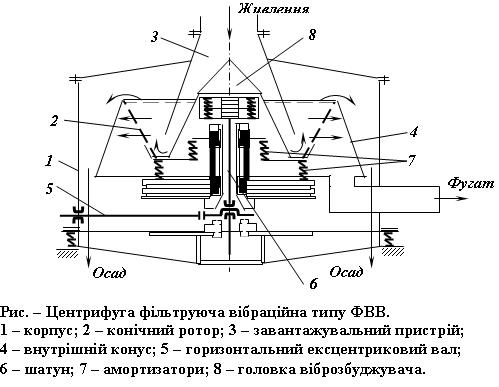

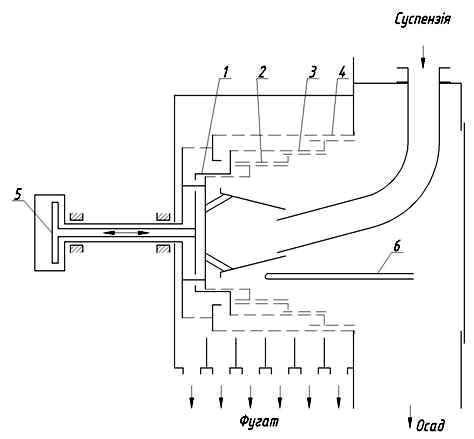
Багатоступінчата центрифуга безперервної дії з пульсуючим вивантаженням осаду: 1 – барабан першого ступеня; 2 – барабан другого ступеня; 3 – барабан третього ступеня; 4 – барабан четвертого ступеня, 5 – гідравлічний привод; 6 – труба для подачі промивної води

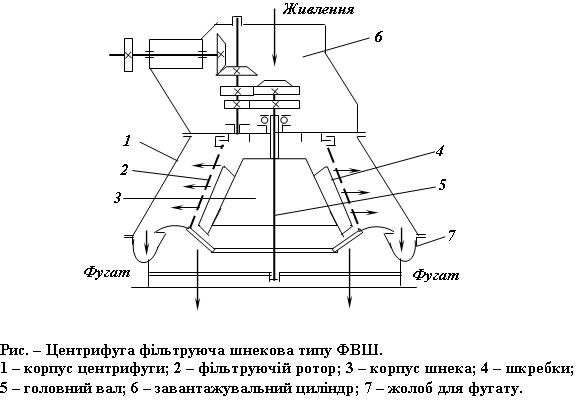

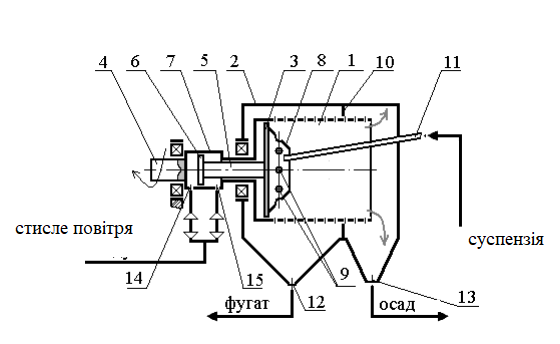
Горизонтальна фільтрувальна центрифуга з поршневим вивантаженням осаду:
1 – ротор; 2 – кожух; 3 – поршень; 4 – вал; 5 – шток; 6 – диск; 7 – циліндр; 8 – розподільний конус; 9 – отвір в стінці конуса; 10 – вертикальна перегородка; 11 – труба для підведення суспензії; 12 – штуцер для відводу фугату; 13 – штуцер для відводу осаду; 14 і 15 – отвори для підведення і відведення стисненого повітря.

Розрізняють фільтрувальні центрифуги: за положенням осі обертання ротора — вертикальні і горизонтальні; за способом вивантаження осаду, що утворюється на сітці ротора, — інерційні, вібраційні, шнекові.
Фільтрувальні центрифуги застосовуються, зокрема, в харчовій промисловості (зокрема для видавлювання соків), при зневодненні білизни, зневодненні продуктів збагачення корисних копалин тощо.
Фільтрувальні центрифуги застосовуються в другій стадії зневоднення вугільних концентратів і промпродуктів крупністю 0,5—13 мм після їхнього попереднього зневоднення на вібраційних, конічних і дугових грохотах або в багер-зумпфах та елеваторах. Фільтрувальні центрифуги випускають з вібраційним (ФВВ), інерційним (ФВІ) і шнековим вивантаженням осаду (ФВШ). Для зневоднення тонкоподрібнених продуктів і шламів можуть застосовуватися осаджувальні і осаджувально-фільтрувальні центрифуги.

### Центрифуги з відцентровим (інерційним) вивантаженням осаду
Центрифуги з відцентровим (інерційним) вивантаженням осаду типу ФВІ (рис.) доцільно використовувати для зневоднення абразивних продуктів збагачення антрациту.
Вихідний матеріал при подачі в центрифугу отримує значне прискорення при переміщенні по сферичній вставці перед надходженням на фільтрувальну поверхню ротора. Це необхідно для забезпечення руху осаду в умовах, коли кут нахилу твірної ротора менше кута тертя. Далі осад переміщується з швидкістю, яка безперервно зменшується. Видалення зневодненого продукту і фугату з центрифуги здійснюється через відповідні камери.
Перевагою центрифуг ФВІ є короткочасність контакту матеріалу з фільтрувальною поверхнею.
Втрати твердого з фугатом фільтрувальних центрифуг становлять 1—3 %, а вологість осаду — 7—10 %.

### Фільтрувальні центрифуги з вібраційним вивантаженням осаду
Вібраційні центрифуги застосовуються для зневоднення дрібного концентрату (промпродукту) з вмістом не більше 10 % класу 0—0,5 мм. Центрифуги цього типу найповніше відповідають технологічним вимогам: вміст твердого у фугаті складає в середньому 3 % (у шнекових центрифугах 4—5 %), подрібнення матеріалу, що зневоднюється, у 2—2,5 раза менше, ніж у шнекових. Для цих центрифуг характерний менший, порівняно з іншими типами центрифуг, знос фільтрувальних сит. Однак вібраційні центрифуги в порівнянні зі шнековими мають меншу ефективність зневоднення і чутливіші до коливань вологості матеріалу, що зневоднюється. При вмісті в продукті, що зневоднюється, класу 0—0,5 мм понад 15—20 %, а також у тих випадках, коли вібраційні центрифуги не забезпечують необхідної вологості зневодненого осаду, доцільніша установка шнекових фільтрувальних центрифуг.
Для зневоднення абразивних продуктів збагачення антрациту доцільно використовувати центрифуги з відцентровим (інерційним) вивантаженням осаду, у яких забезпечується найменший час контакту матеріалу з фільтрувальною поверхнею.

### Центрифуга з вібраційно–пульсуючим розвантаженням осаду
Підвищенню продуктивності центрифуг безперервної дії, без зниження ефекту розділення, сприяє збільшення довжини барабана. У зв’язку з цим останнім часом набули поширення центрифуги з пульсуючим вивантаженням осаду і багатоступінчатим барабаном (рис.). Така центрифуга складається немов би з декількох послідовно включених центрифуг з пульсуючим вивантаженням осаду, що мають відносно короткі барабани, зміщені один відносно одного (по загальній осі). Суспензія, що розділяється, послідовно проходить всі барабани, які здійснюють обертально-поступальний рух уздовж осі. Кромка торця одного барабана служить поршнем-штовхачем для розвантаження осаду з наступного барабана.
Спеціальним поршнем-штовхачем осад виштовхується тільки з барабана першого ступеня. У центрифугах з багатоступінчатим барабаном досягається ефективне розділення суспензій. Переходячи з одного ступеня в іншу, осад розпушується і завдяки цьому додатково підсушується, що сприяє підвищенню продуктивності центрифуги. Одночасно в таких центрифугах досягається ефективніша промивка осаду і краще розділення фугату і промивних вод, ніж в одноступінчатих центрифугах.
Питома витрата енергії в багатоступінчатих центрифугах значно менша, ніж в одноступінчатих, оскільки значна частина рідини видаляється вже в барабанах перших ступенів порівняно малого діаметра.

### Шнекові фільтрувальні центрифуги
Шнекові фільтрувальні центрифуги типу ФВШ (рис.) застосовуються для зневоднення тих же продуктів, що центрифуги типу ФВВ.
Для збільшення часу перебування матеріалу в центрифузі ФВШ кут конусності ротора зменшений. При такому нахилі ротора осад не переміщується, тому його видаляють шнеком. Вихідний матеріал надходить на обертовий конус і відкидається на поверхню ротора, який обертається з дещо більшою швидкістю. Фугат через шар осаду і фільтрувальну поверхню видаляється з центрифуги, а осад переміщується по фільтрувальній поверхні шнеком і вивантажується у бункер.
Центрифуги ФВШ більш складні за конструкцією ніж центрифуги ФВВ, але вони дозволяють зневоднювати продукти з більшим вмістом шламів, а також отримувати зневоднені продукти з вмістом вологи на 2—3 % менше.

### Фільтрувальна центрифуга з поршневим вивантаженням осаду
Горизонтальна фільтрувальна центрифуга з пульсуючим поршнем призначена для розділення грубодисперсних, легко поділюваних суспензій (як правило, з розміром твердих частинок більше 0,1 мм). На рис.  представлена схема горизонтальної фільтрувальної центрифуги з поршневим вивантаженням осаду. 
Працює центрифуга наступним чином. Ротор 1 приводиться в обертання. Спільно з ротором обертається поршень 3 з розподільним конусом 8. У праву і ліву порожнини циліндра 7 полого валу 4 через отвори 14 і 15 по черзі подається стиснене повітря (рідина під тиском). За рахунок цього жорстко пов’язані один з одним диск 6, шток 5 і поршень 3 здійснюють зворотно-поступальні рухи з невеликою амплітудою. Всередину розподільного конуса 8 через трубу 11 подається суспензія. Через отвори 9 в стінці конуса 8 суспензія під дією відцентрових сил викидається всередину ротора 1.
Рідка фаза суспензії (фугат) під дією перепаду тисків, викликаного відцентровими силами, фільтрується через перфоровану стінку ротора 1 і потрапляє в ліву секцію усередині кожуха 2 (секцію зліва від вертикальної перегородки 10). Фугат відводиться з центрифуги через штуцер 12. За рахунок коливань поршня 3 осад, що утворюється на внутрішній поверхні стінки ротора 1, поступово переміщується до його відкритого кінця. З кромки відкритого кінця ротора осад під дією відцентрових сил скидається в праву секцію кожуха. З правої секції кожуха осад видаляється через штуцер 13. У центрифузі додатково можуть бути передбачені пристрої для підведення і відведення промивної рідини, подачі гарячого повітря для термічного підсушування осаду. 
Недоліками даних центрифуг є значні винесення частинок фугату і потужність, споживана поршнем.